# Eva Calvo Gómez
Eva Calvo Gómez (Madrid, 29 de juliol de 1991) és una esportista que competeix en taekwondo. La seva germana Marta també competeix en taekwondo.
Ha guanyat dues medalles en el Campionat Mundial de Taekwondo, plata en 2015 i bronze en 2013, i una medalla d'or en el Campionat Europeu de Taekwondo de 2014. En els Jocs Europeus de Bakú 2015 va aconseguir una medalla de bronze en la categoria de –57 kg.

## Palmarès internacional
| Jocs Olímpics     | Jocs Olímpics           | Jocs Olímpics | Jocs Olímpics |
| Any               | Lloc                    | Medalla       | Categoria     |
| ----------------- | ----------------------- | ------------- | ------------- |
| 2016              | Rio de Janeiro (Brasil) | 3             | –57 kg        |
| Campionat Mundial |                         |               |               |
| Any               | Lloc                    | Medalla       | Categoria     |
| 2013              | Puebla (Mèxic)          | 3             | –57 kg        |
| 2015              | Txeliàbinsk (Rússia)    | 2             | –57 kg        |
| Jocs Europeus     |                         |               |               |
| Any               | Lloc                    | Medalla       | Categoria     |
| 2015              | Bakú (Azerbaidjan)      | 3             | –57 kg        |
| Campionat Europeu |                         |               |               |
| Any               | Lloc                    | Medalla       | Categoria     |
| 2014              | Bakú (Azerbaidjan)      | 1             | –57 kg        |

### Altres resultats
- Medalla de plata en la Universiada de Shenzhen de 2011
- Medalla d'or en el Gran Premi de Manchester en 2013
- Medalla d'or en el Gran Premi de Suzhou de 2014
- Medalla d'or en el Gran Premi d'Astanà de 2014
- Medalla d'or en el Gran Premi de Manchester de 2014